# Vinko Garmaz
Vinko – Ante Garmaz (1936. — 25. siječnja 2020.), hrvatski filmaš, filmski pedagog i školski nastavnik, i pionir lokalne televizije iz Makarske

## Životopis
Rodio se je 1936. godine. Prva mu je strast bila fotografija. Od razvijanja fotografija snimljenih ruskim fotoaparatima Smena razvila mu se strast za filmom. 45 je godina radio kao nastavnik tehničke kulture i fizike. Kroz nastavni rad promicao je filmsku kulturu. Iznimno je pomogao da se film kao umjetnost i jedna vrsta zabave približi djeci. Mladež je usmjeravao djecu, skretajući im pozornosto na što trebaju voditi računa pri stvaranju filma. S njime su učenici naučili razgovarati o kadru, sekvenci i o tome koji planovi postoje na filmu, a da nije bilo njegovog entuzijazma oni nikad ne bi došli u dodir s filmskom tehnikom. Taj su njegov prinos prepoznali u makarskom filmskom festivalu kad su nazvali nagradu po njemu. 1975. godine osnovao je Garmaz Kinoklub Biokovo. Kino klub je bio vrlo aktivan i u dugom vremenskom razdoblju ostvario je više stotina kratkih dokumentarnih naslova, što nadilazi i neke veća kinoklupska središta. Učenik je vodio na izlete izvan grada te su snimali motive na koje bi slučajno naišli. Iz jednoga takvog izleta na Braču nastao je dokumentarac Težak koji je doživio međunarodno prikazivanje na festivalu u Parizu. Garmazov filmski pedagoški rad bio je vrlo učinkovit, pa su mu učenici dobili brojne nagrade na festivalima diljem Hrvatske i svijeta. Predavao je oko 700 učenika. Mentorirao je preko stotinu filmova. Garmaz je i pionir lokalne televizije. Umro je u 84. godini. Pokopan je na gradskom groblju sv. Križa u Makarskoj.

## Nagrade i priznanja
Još za njegova života su organizatori DokuMa Film Festivala u njegovu čast nazvali nagradu za kratkometražni dokumentarni film, takozvani Mali Garmaz.